# Remington Model 700
Model 700 — серія гвинтівок з поздовжно-ковзним затвором виробництва Remington Arms, була представлена в 1962 році. Всі гвинтівки цієї серії мають однакову затворну групу центрального бою. Деякі моделі мають внутрішній магазин на 3, 4 або 5 набоїв залежно від калібру, окремі моделі мають напів-панель для швидкого розрядження. Також існує можливість замовити гвинтівку цієї серії зі знімним магазином.
Гвинтівки серії Модель 700 представлені у різноманітних конфігураціях прикладів, стволів та калібрів. Ця серія стала розвитком представлених в 1948 році гвинтівок Remington 721 і 722.

## Конструкція
Затворна група Remington 700 призначена для масового виробництва. Має поздовжно-ковзний поворотний затвор з 2 бойовими упорами. Чашечка затвора утоплена і повністю охоплює основу гільзи. Екстрактор виконаний як скоба в чашечці затвора. Викидач має вигляд підпружиненого поршня в дзеркалі чашечки затвора. Затвор складається з трьох зварених разом частин. Патронник висверлюють із сталевого прутка циліндричного перетину.

## Варіанти
Remington 700 представлений великою кількістю різних конфігурацій стволів, типів покриття металевих частин та калібрів.
Крім того, є три довжини дії затворної групи (якщо не рахувати затворну групу моделі номер 7, яка навіть коротша за «стандартну» коротку затворну групу). Коротка затворна група розрахована на набої довжиною не більше 71.12 мм, таких як .308 Winchester, стандартні групи для набоїв довжиною не більше 84.84 мм, таких як .30-06 Спрінгфілд і .300 Winchester Magnum і подовжених затворних груп для набоїв калібрів Магнум, що перевищують довжину 84.84 мм, таких як .300 Remington Ultra Magnum і .375 Holland & Holland.
До них можуть бути додані різні конфігурації магазинів; шахта для набоїв з глухим днищем, звичайний магазин зі знімним днищем, або ж звичайний знімний коробчатий магазин. Існують стандартні моделі для цивільних користувачів, також моделі для застосування поліцією або військовими. Деякі моделі в комплекті мають сошки, слінги та інші аксесуари.

### Модель 700— Цивільні гвинтівки
Для цивільних покупців компанія пропонує декілька моделей гвинтівок серії 700, зокрема:
- Model 700
- Model 700 SPS
- Model 700 ADL
- Model 700 BDL
- Model 700 CDL
- Model 700 Safari.
- Model 700 5-R «Mil-Spec»

Ремінгтон також пропонує модель Mountain LSS (гірська) зі стволом з нержавіючої сталі та ламінованим прикладом. Також є моделі з важчим стволом та ламінованим прикладом, такі як Model 700 SPS Varmint для вармінтингу. Модель 700 ADL була замінена моделлю 700 SPS (спеціального призначення синтетичний) як найекономніша гвинтівка 700-ї серії. 700CDL зазвичай дорожча за 700BDL, але має довший ствол.
У 2002 році пішовши назустріч спортсменам з точної стрільби, Ремінгтон представила модель 5-R «Mil-Spec», яка вироблятиметься в обмеженій кількості та має ствол з нержавіючої сталі, незмінний приклад H-S Precision з кріпленням до ствола на основі двох алюмінієвих упорів.

### Модель 700P— Варіанти для поліції

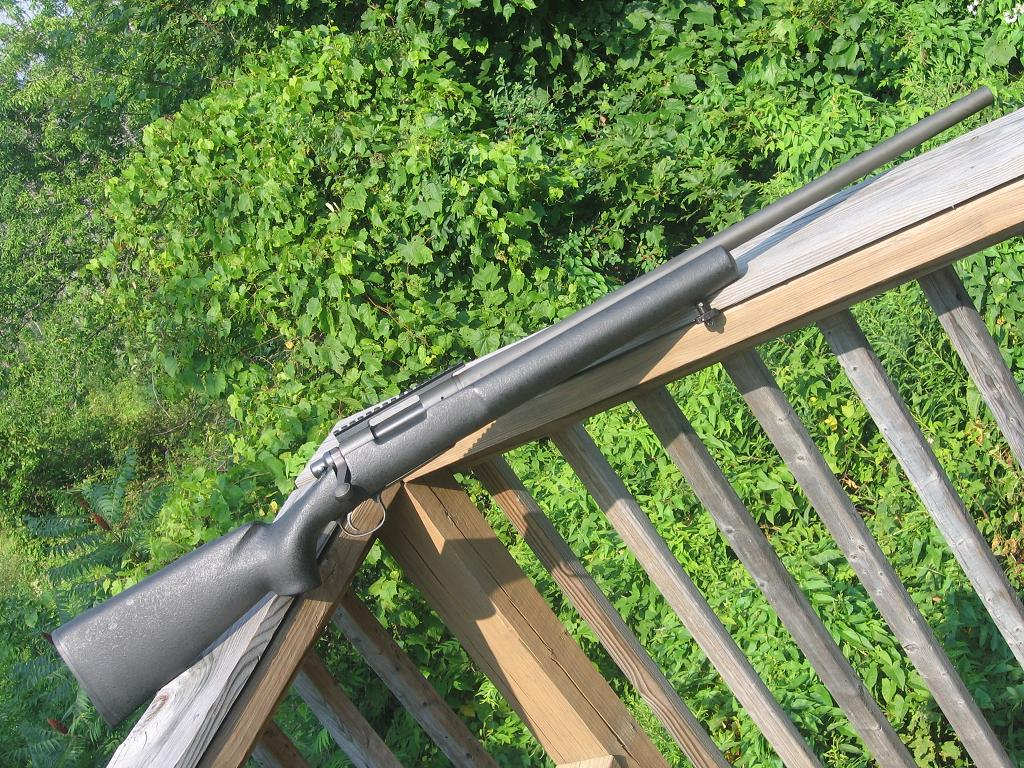
Ремінгтон Модель 700P.

Для поліції пропонується дві основні моделі 700P — стандартна 700P з 26-дюймовим важким стволом і 700P Light Tactical Rifle (LTR) з 20-дюймовим рифленим стволом. Обидві гвинтівки також поставляються (за бажанням) з тактичним пакетом (TWS) в комплект якого входить оптичний приціл, сошки, та чохол для перенесення.
Ремінгтон продає гвинтівки 700-серії до збройних сил і цивільних правоохоронних органів під торговою маркою Remington Law Enforcement і Remington Military а гвинтівки 700-серії мають позначення Model 700P («Поліція»).
Серія гвинтівок 700P була створена під впливом M24 Sniper Weapon System та серії M40, однак нова серія має важчий і товщий ствол для підвищення точності та зменшення відбою. Гвинтівки виготовляють під набій .308 Winchester а також .223 Remington, .243 Winchester, 7 мм Remington Magnum, .300 Winchester Magnum, .300 Remington Ultra Magnum, і .338 Lapua Magnum. 700P має 26-дюймовий ствол та алюмінієвий блок в ложі, який виготовляє HS Precision.
Поліцейська версія (700P) також доступна приватним особам і має популярність серед спортсмені і мисливців, яким подобається «державний вигляд» а також зручність та точність. Remington також продає стандартний оптичний приціл Leupold Mark IV M3 10×40 мм, яким користується Армія США на гвинтівках M24. Ремінгтон також пропонує аналогічно укомплектовані гвинтівки під маркою SPS (спеціального призначення). Вони досить схожі з 700P, але не мають ложі H-S Precision. SPS Varmint має 26-дюймовий важкий ствол, а SPS Tactical має 20-дюймовий важкий ствол.

### Модель 700— Варіанти для військових

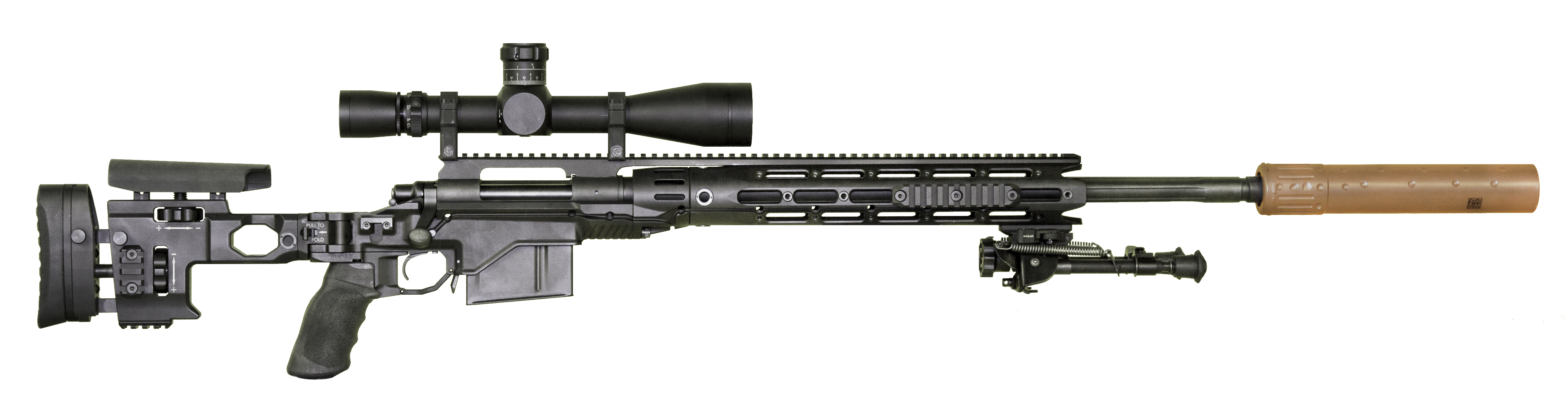
Гвинтівка армії США XM2010 (вид з правого боку)

M24 Sniper Weapon System, що стоїть на озброєнні американських сухопутних військ, та снайперська гвинтівка M40 Корпусу морської піхоти США створені на основі гвинтівок Remington Model 700 з внесенням різних модифікацій, в основному, встановленням важчого ствола. M24 використовує затвор з довгим ходом, а M40 – з довгим ходом.

### Remington EtronX
Модифікація була представлена в 2000 році. Головна відмінність від звичайної Model 700 для цивільного користувача полягала у заміні механічного ударно-спускового механізму на електронну систему. Нова модифікація була несумісна із звичайними капусулями та потребувала набої, в яких звичайний капсуль замінений на спеціальний, призначений для електричного пуску.
Були представлені гвинтівки під набій .220 Swift, .22-250 Rem. та .243 Win.
При натисканні на спусковий гачок електронно-спусковий механізм гвинтівки пропускав через капсуль з опором 1000—1500 Ом електричний імпульс, який й призводив до запалювання суміші капсуля а за нею і метальної сумішші набою. Живлення системи забезпечував змінний елемент живлення (батарейка) напругою 9 Вольт.
Через брак попиту (в тому числі, і через близько $1000 більшу ціну на гвинтівку) дана модифікація була знята з виробництва і вже у 2003 році прибрана з каталогу компанії.

## Оператори
- Канада: Королівської канадської кінної поліції (КККП).[10]
- Індонезія: загони спеціального призначення[11] Крім того, в основі Pindad SPR-1[en], що є табельною снайперською гвинтівкою індонезійської армії, імовірно лежить Remington 700.[12]
- Малайзія:[13]
- Філіппіни: Морська піхота Філіппін[14]
- США : прикордонники[15]. Корпус морської піхоти США, ВМС США, Армія Сполучених Штатів[16]
- Україна[17]